# Kuchyně

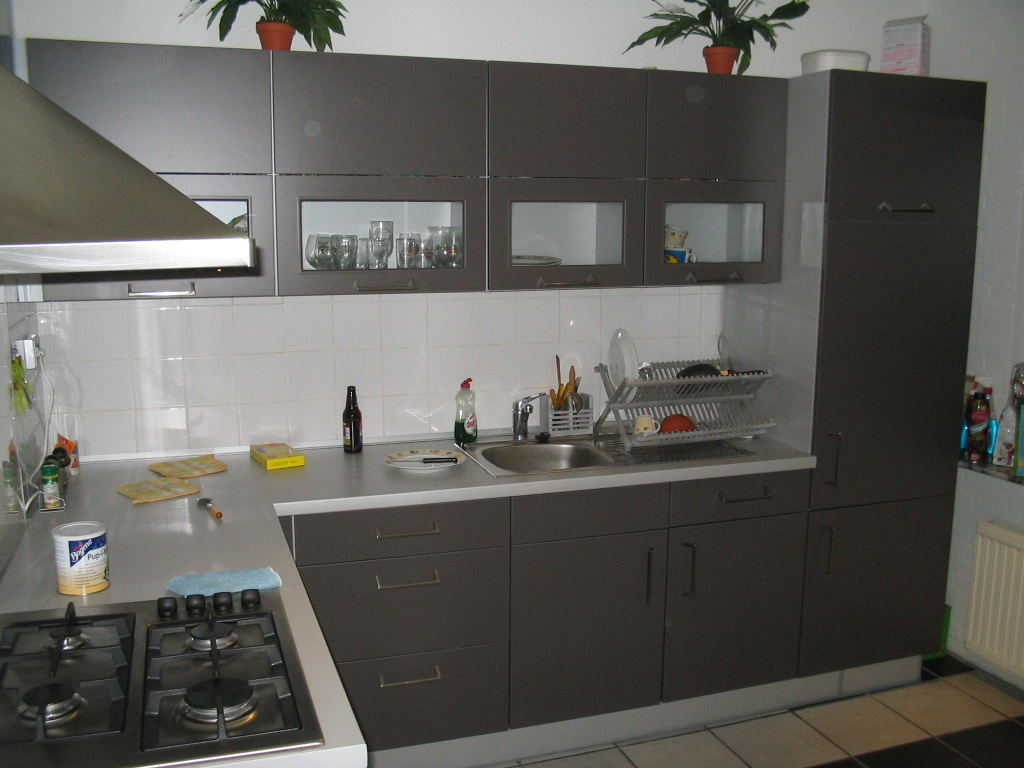
Pohled na typickou kuchyni západního stylu.

Kuchyně nebo také kuchyň je místnost, která slouží k přípravě a úpravě jídla. 
V přeneseném významu se slovem kuchyně také označuje způsob přípravy jídla (např. francouzská kuchyně) nebo i činnost připravující nehmotný výsledek (např. „umělecká“ či „politická kuchyně“).

## Vybavení podle typu kuchyně
- Moderní kuchyně západního typu v domácnostech jsou vybaveny kuchyňskou linkou s dřezem, mikrovlnnou troubu, sporákem, ledničkou. Podle velikosti bývají kuchyně též vybaveny myčkou, sušičkou, mrazákem, digestoří a dalším zařízením pro usnadnění práce – fritovací hrnec, toustovač, sady nádobí a nožů a dalších pomůcek pro přípravu pokrmů. Tvar kuchyňské linky může mít podobu písmen U, L nebo I.[4]
- Ve stravovacím průmyslu se obvykle pracuje ve velkých kuchyních kde se mimo jiné používají také konvektomaty, šokové zmrazovače, velké zabudované ohřevné kotle a vany, které jsou uzpůsobeny k přípravě pokrmů pro větší množství lidí. V poslední době se prosazuje trend polotovarů, které usnadňují práci před konečnou úpravou pokrmů.

## Historie
S rozvojem kultury a techniky docházelo k postupným změnám i ve vzhledu kuchyně. Její funkce se ale s časem nezměnila a stále slouží primárně k přípravě pokrmů. Až do 18. století bylo typické, že se v domácnosti vařilo na otevřeném ohni. To se s nástupem průmyslové revoluce změnilo. První kuchyně byly jen nejbližší místa kolem ohniště, které bylo často umístěno v centru obydlí (stanu, týpí atd).

### Antika
Ve starověkém Řecku byly budovy stavěny s centrálním prostorem, okolo kterého byly postaveny místnosti. Nádvoří sloužilo jako jídelna a případně i jako kuchyně. Pokud byla kuchyně umístěna v místnosti, často se nacházela vedle koupelny, aby bylo využito teplo z ohně v kuchyni pro vyhřívání obou místností.
V antickém Římě bylo zvykem, že malé domy neměly svojí vlastní kuchyni, ale ve městě existovaly velké veřejné kuchyně. U některých se nacházely přenosné měděné sporáky. Majetní obyvatelé měli poměrně dobře zařízenou výbavu kuchyně, která byla často oddělena od hlavního obydlí z důvodů znečištění kouřem, a v kuchyni zpravidla pracovali otroci.

### Středověk

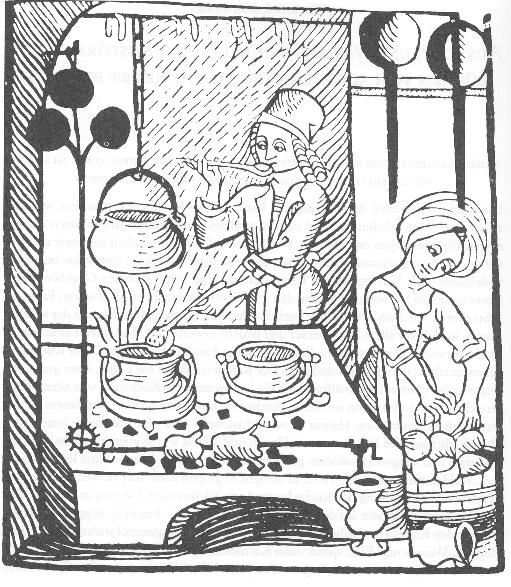
Opékací pec (obdoba sporáku a rožně) v této evropské středověké kuchyni byla automaticky poháněna vrtulí umístěnou v komíně, zde znázorněnou jako černý trojlístek v levém horním rohu, která otáčela rožněným pokrmem.

Rané středověké jednoduché domy měly otevřený oheň pod nejvyšším bodem budovy. Jelikož se tyto domy skládaly pouze z jedné místnosti, byla oblast kuchyně přibližně mezi vchodem a ohništěm. Namísto krbu a komínu měly tyto rané přístřešky pouze díru ve střeše, kterou mohl unikat kouř. Kromě vaření sloužil oheň též jako zdroj světla a tepla pro celou budovu. Podobný design se používal na mnoha místech světa.
Na větších statcích evropských šlechticů byly kuchyně někdy v oddělené tzv. potopenou podlahou, takže kouř nemohl jít do zbytku budovy, jenž sloužil ke společenským a oficiálním účelům.
První známe pece v Japonsku se datují do přibližně stejné doby. Nejranější objevy jsou z období Kofun (3. až 6. století). Tyto pece, zvané kamado, byly obvykle vyrobeny z hlíny a omítky. Jako palivo se v nich používalo dřeva či dřevěného uhlí, které se plnilo skrze díru vpředu. Nahoře byla umístěna díra pro kotlík, který se v ní mohl zachytit pomocí svých hran. Tento typ kamen se používal ještě dlouhá století a to pouze s malými změnami. Podobně jako v Evropě měly bohatší domácnosti samostatnou stavbu, která byla určena speciálně pro vaření. Jistý druh otevřeného ohně na dřevěné uhlí zvaný irori se (jako druhotný) používal až do období Edo (17. až 19. století). Kamado se používaly k přípravě hlavních pokrmů, například rýže, zatímco irori sloužily k přípravě příloh i jako zdroj tepla.
Kuchyně zůstaly většinou nedotknuty architektonickým pokrokem během středověku, otevřený oheň zůstal i nadále jako jediná možnost ohřevu jídla. Evropské středověké kuchyně byly temné, zakouřené a špinavé od sazí, z čehož pochází název černá kuchyně. Ještě kolem 10. až 12. století se v evropských středověkých městech stále používalo ohniště s otevřeným ohněm vprostřed místnosti. V bohatých domácnostech se často přízemí používalo jako stáje, zatímco kuchyně byla v prvním podlaží. Ve hradech a klášterech byly obytné a pracovní prostory odděleny. Kuchyně se někdy umisťovala do samostatné budovy, jenže pak už nemohla sloužit k vyhřívání obytných prostor. V některých hradech byla kuchyně uvnitř budovy určené pro obývání, avšak sluhové měli přísně odděleni od šlechty. Měli dokonce vlastní kamenné točité schody, aby mohli šlechtě nosit do horních pater jídlo. Dochovaný příklad takového řešení středověké kuchyně je například na hradě Muchalls ve Skotsku. V japonských domácnostech se v té době stávaly kuchyně oddělenou místností hlavního domu.

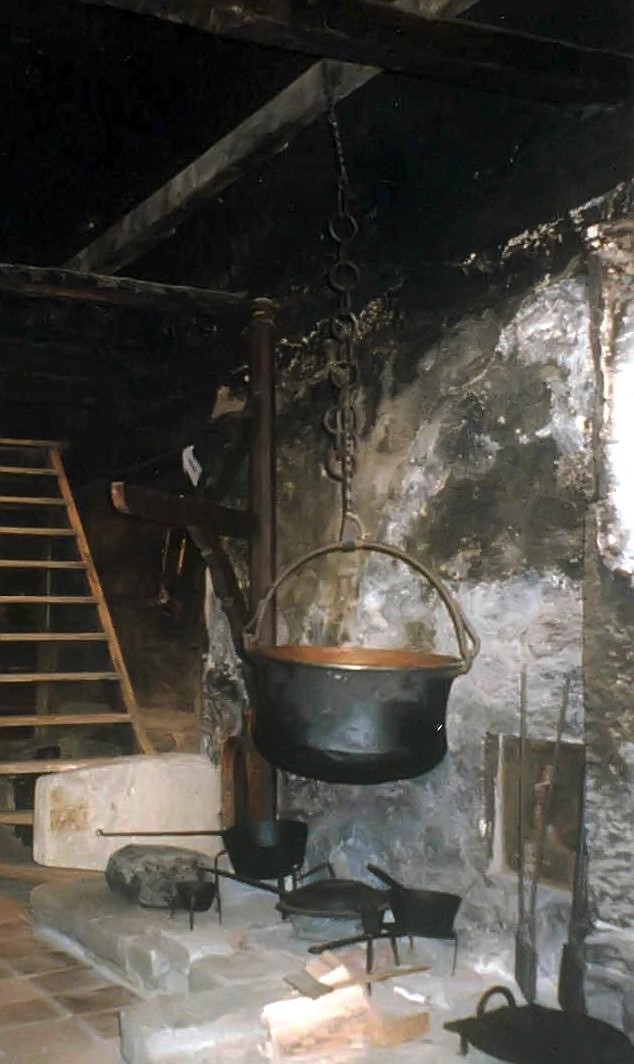
18. století: černá kuchyně na švýcarském statku

S příchodem komínů se ohniště přesunulo z prostředku místnosti k jedné ze stěn a stavěly se první krby z cihel a malty. Oheň se zapaloval v horní polovině konstrukce, klenba pod ní složila k uchovávání dřeva. Kotlíky vyrobené z železa, bronzu nebo mědi se začaly používat místo keramických díky jednoduchosti použití. Při dlouhodobém používání nádobí z mědi se však objevovaly nemoci – poškození jater, demence, křeče a třes, což bylo způsobeno uvolňováním jedovatých látek z měděného nádobí. Z tohoto nádobí však většinou jedla jen šlechta, protože poddaní si jej nemohli dovolit. Teplota ohřívání byla kontrolována výškou umístění kotlíku nebo jeho umístěním na trojnožku nebo rovnou na horké uhlíky. Používání otevřeného otevřeného ohně k vaření či ohřívání bylo riskantní a požáry, které devastovaly celá města se vyskytovaly často (například Velký požár Londýna (1666), po němž byla většina dřevěného města přestavěna v kámen).
Leonardo da Vinci vynalezl automatický systém pro otáčení rožně na opékání: do komínu se instalovala vrtule, která pak pomocí převodu roztáčela rožeň. Tato zařízení byla používána v bohatších domácnostech. V pozdním středověku kuchyně v Evropě ztrácely svou funkci vyhřívání obytných prostor, a tak se přesouvaly do samostatných místností a neznečišťovaly tak zbytek domu kouřem. Místo toho se k výhřevu používala dlážděná kamna ovládaná z kuchyně.
Osvobozené od kouře a špíny sloužily nyní tyto prostory společenským účelům a čím dál tím více se stávaly výstavní skříní majitelova bohatství, vybaveny prestižním nábytkem. Ve vyšších třídách bylo vaření a obsluha úkolem služebnictva a kuchyně byla oddělena od obývacích pokojů, někdy dokonce velmi daleko od jídelny. Chudší domácnosti si však do té doby nemohly oddělenou kuchyni dovolit. Zůstávaly tedy stále u modelu vše v jedné místnosti, tedy takovém uspořádání obydlí, ve kterém je pouze jedna místnost, ve které se konají všechny všední úkony jejích obyvatel. Možností bylo také umístit kuchyni do vstupních prostor.
Středověké černé kuchyně zůstaly po dlouhou dobu běžné, obzvláště na venkovských statcích a obecně také u chudších lidí. Na několika evropských statcích se černé kuchyně používaly ještě do poloviny 20. století. Tyto domy totiž povětšinou neměly ani komíny, pouze jakýsi krb s dřevěným krytem pokrytým hlínou, kteréžto sloužily k uzení masa. Kouř pak pronikal víceméně domem, ohřívaje tak horní podlaží a chráníc dřevo před napadením škůdců.

### Kuchyně během kolonizace Ameriky
Kuchyně v severní části budoucích USA v době kolonizace vycházela z tradic, které si do země přinesli přistěhovalci z Evropy, což se odráželo v podobném uspořádání vybavení. Podobně jako v Evropě nebyla kuchyně oddělena od obytných prostor, ohniště bylo umístěno v rohu a nad ním byl zavěšen hrnec, ve kterém se vařilo. S postupem času se kuchyně začala oddělovat od ostatních místností. Oproti tomu na jihu země byla situace odlišná, vlivem rozdílných klimatických a sociálních podmínek. Kuchyně byla často oddělena od hlavní reprezentativní budovy a práci v ní vykonávali převážně otroci. Vlivem vysokých denních teplot byla práce v kuchyni mnohem těžší a nepříjemnější.

### Průmyslová revoluce
Vlivem technických poznatků docházelo k dynamické změně vzhledu kuchyně a jejího vybavení. Železné trouby a sporáky nahradily kotle, jelikož jejich usměrňované hoření mnohem lépe využívaly energii ohně, což umožnilo snadnější tepelnou úpravu jídla. První model sporáku se objevil v roce 1740 (navržena Benjaminem Franklinem), ale byl navržen pouze pro ohřívání jídla a nikoliv i na jeho vaření. Okolo roku 1800 se objevuje nový model sporáku, který navrhl v Anglii Benjamin Thompson. Jednalo se o mnohem pokročilejší model, který umožňoval i vaření. Jeho sporák, ale byl příliš velký a byl navržen pro velké kuchyně a tak se domácího využití nedočkal. V roce 1834 byl patentován v USA sporák (anglicky Oberlin stove) pro domácí využití. Byl menší a tedy se mohl vejít do malých kuchyní. V následujících 30 letech bylo prodáno přes 90 000 kusů.
První plynový sporák byl patentován v USA v roce 1825. Jeho rozšíření bylo spojeno až se zavedením plynofikace do měst díky veřejnému osvětlení. Moderní navrhování měst a rozšiřování vodovodní sítě a kanalizace přispělo k objevení dalšího vybavení.
Na začátku 20. století se ve městech vytvořila již dostatečná elektrická síť, která umožňovala zavádění elektrických sporáků, které začaly vytlačovat plynové sporáky z trhu. Podobně jako plynové sporáky, ale i elektrické měli pomalý start. První elektrický sporák byl objeven již roku 1893.
Majetnější vrstva si začala vybavovat kuchyni v moderním stylu, kuchyně se přesouvaly do přízemí. Pracovalo v nich služebnictvo. V domech s přípojkou na vodní síť se začínaly objevovat první dřezy a celková čistota prostor se rychle zlepšovala. Současně se zvýšilo množství nádobí 
Dodnes oblíbená bílá barva se objevuje v návrhu kuchyně Josefa Hoffmanna v roce 1899. Kolem roku 1900 je již většina kuchyňského nábytku lakována bíle. 
V roce 1925 byly americkou společností Hoosiers poprvé prodávány propojené kuchyňské skříně s příborníky - jednalo se o předchůdce kuchyňských linek, které se začaly rozšiřovat až ve 20. letech 20. století. Tato změna měla odraz i ve společnosti, kdy vyšší střední třída přestala používat práce služebnictva a ženy začaly vařit samy. Dříve populární věšení nádobí po stěnách nahradilo v Evropě uzavírání do kredencí, které se rozšířily kolem roku 1928.
Kuchyně jako samostatný prostor si dopřávali hlavně měšťané, ale teprve v období mezi světovými válkami se kuchyně stala pracovištěm pro hospodyni bez pomocnice. Snaha o snížení pracnosti přípravy jídla vedla k menším a funkčně lépe řešeným kuchyním rozděleným na pracovní zóny. S nárůstem levné výstavby v průběhu válek a snahou o úsporu místa vznikaly malé kuchyňské kouty.

## Navrhování kuchyní
Uplatnění designu při návrhu kuchyně se začíná objevovat v 19. století. V roce 1843 napsala Catharine Beecher knihu s názvem "Pojednání o domácí ekonomice pro mladé dámy doma a ve škole", kde navrhla první kuchyni založenou na aplikaci ergonomie. Ve svém nákresu navrhuje jednotnou výšku pracovních ploch, umístění oken pro přirozené osvětlení pracovní desky a jasně vymezené úložné prostory pro nejpoužívanější kuchyňské náčiní a suroviny na vaření.
Na začátku 20. století mnozí designéři vychází z knihy Fredericka Winslowa Taylora s názvem "Principy vědeckého řízení", kde analyzuje pracovní postupy v průmyslové výrobě s cílem zvýšit produktivitu práce. Z této práce pak vychází např. kniha Georgie Boynton Childové s názvem "Efektivní kuchyně" z roku 1914, kde navrhuje rozdělení kuchyně do pracovních zón a využití odpovídajících materiálů. Návrh kuchyně založené na studii pohybu po místnosti pak vydává ve své knize v roce 1913 Christine Frederick.  Paralelně s ní se skupina architektů z Minnesoty soustředí na aplikaci designérských principů s cílem navrhnout malé, dobře navržené a cenově dostupné domy, což mělo významný dopad na uspořádání amerických kuchyní ve 20. letech 20. století i vzhled současné moderní kuchyně. 
Při návrhu kuchyně se proto dodnes vychází ze zásad ergonomie a zohledňují se veškerá kritéria, která zjednoduší práci v kuchyni. V této souvislosti se objevuje termín pracovní trojúhelník, což je ideální vzdálenost mezi kuchyňskou linkou, chladničkou a sporákem. Návrháři kuchyní se s jeho pomocí snaží účelně využít pracovní prostor a minimalizovat provoz v pracovní zóně. K praktické části patří také výběr materiálů vhodných do zátěžového prostředí, jakým kuchyně bezesporu je. Návrháři kladou rovněž důraz na design, jehož smyslem je vytvořit nejenom příjemné prostředí, ale začlenit kuchyň do celkového konceptu interiéru.
Návrhy kuchyní lze také provádět svépomocí prostřednictvím interaktivních programů. Ty jsou dostupné na internetu a snadno s nimi může pracovat i průměrně zkušený uživatel podobných programů. Nabízejí možnost výběru z různých typů skříněk, barvy dvířek, řeší rovněž barevné ladění s okolím – podlaha, stěny, strop. Tyto nástroje je možné využít nejenom jako konečné řešení k zařízení kuchyně, ale současně takový návrh poslouží pro lepší orientaci klasickému návrháři, který tak snadněji rozpozná představy budoucího uživatele kuchyně. Schůzka s návrháři se pak zpravidla koná v tzv. kuchyňských studiích, což jsou prostory, ve kterých jsou prezentovány vzorové kuchyně od vybraného výrobce nábytku.